# Amy Baserga
Amy Baserga (ur. 29 września 2000 w Zurychu) – szwajcarska biathlonistka, wielokrotna medalistka mistrzostw świata juniorów.

## Kariera
Pierwszy sukces w karierze osiągnęła w 2018 roku, kiedy podczas mistrzostw świata juniorów w Otepää zdobyła brązowy medal w biegu pościgowym. Na rozgrywanych rok później mistrzostwach świata juniorów w Osrblie zwyciężyła w biegu pościgowym, a w sprincie była druga. Następnie zdobyła brązowy medal w biegu indywidualnym podczas mistrzostw świata juniorów w Lenzerheide w 2020 roku. Kolejne dwa medale wywalczyła na mistrzostwach świata juniorów w Obertilliach w 2021 roku, wygrywając sprint i bieg pościgowy.
W Pucharze Świata zadebiutowała 19 marca 2021 roku w Östersund, gdzie zajęła 83. miejsce w sprincie. Pierwsze punkty zdobyła 28 listopada 2021 roku w Östersund, zajmując 34. miejsce w tej samej konkurencji. Na podium zawodów tego cyklu pierwszy raz stanęła 16 stycznia 2025 roku w Ruhpolding, kończąc bieg indywidualny na trzeciej pozycji. Wyprzedziły ją jedynie Francuzka Lou Jeanmonnot i Niemka Franziska Preuß.

## Osiągnięcia

### Zimowe igrzyska Olimpijskie
| Rok  | Miejscowość | Konkurencje | Konkurencje | Konkurencje | Konkurencje | Konkurencje | Konkurencje | Konkurencje |
| Rok  | Miejscowość | IN          | SP          | PU          | MS          | RL          | MR          | SR          |
| ---- | ----------- | ----------- | ----------- | ----------- | ----------- | ----------- | ----------- | ----------- |
| 2022 | Pekin       | 69.         | 54.         | 39.         | nd.         | dnf.        | 8.          | nd.         |

### Mistrzostwa świata
| Rok  | Miejscowość | Konkurencje | Konkurencje | Konkurencje | Konkurencje | Konkurencje | Konkurencje | Konkurencje |
| Rok  | Miejscowość | IN          | SP          | PU          | MS          | RL          | MR          | SR          |
| ---- | ----------- | ----------- | ----------- | ----------- | ----------- | ----------- | ----------- | ----------- |
| 2023 | Oberhof     | 38.         | 39.         | 26.         | –           | 8.          | –           | –           |
| 2024 | Nové Město  | 51.         | 54.         | 54.         | –           | 9.          | 4.          | –           |
| 2025 | Lenzerheide | 19.         | 61.         | –           | –           | 14.         | 6.          | 4.          |

### Mistrzostwa świata juniorów
| Rok  | Miejscowość  | Konkurencje | Konkurencje | Konkurencje | Konkurencje | Konkurencje | Konkurencje | Konkurencje |
| Rok  | Miejscowość  | IN          | SP          | PU          | MS          | RL          | MR          | SR          |
| ---- | ------------ | ----------- | ----------- | ----------- | ----------- | ----------- | ----------- | ----------- |
| 2017 | Osrblie      | 23.         | 23.         | 24.         | nd.         | 7.          | nd.         | nd.         |
| 2018 | Otepää       | 8.          | 16.         | 3.          | nd.         | 19.         | nd.         | nd.         |
| 2019 | Osrblie      | 7.          | 2.          | 1.          | nd.         | –           | nd.         | nd.         |
| 2020 | Lenzerheide  | 3.          | 4.          | 6.          | nd.         | 14.         | nd.         | nd.         |
| 2021 | Obertilliach | 4.          | 1.          | 1.          | nd.         | 7.          | nd.         | nd.         |

### Puchar Świata

#### Miejsca w klasyfikacji generalnej
| Sezon     | Miejsce |
| --------- | ------- |
| 2020/2021 | -       |
| 2021/2022 | 71.     |
| 2022/2023 | 35.     |
| 2023/2024 | 25.     |
| 2024/2025 | 16.     |

#### Miejsca na podium indywidualnie
| Lp. | Dzień       | Rok  | Miejscowość | Konkurencja                | Lokata | Pudła   | Czas biegu | Strata | Zwycięzca      |
| --- | ----------- | ---- | ----------- | -------------------------- | ------ | ------- | ---------- | ------ | -------------- |
| 1.  | 16 stycznia | 2025 | Ruhpolding  | Bieg indywidualny na 15 km | 3.     | 0+0+0+0 | 41:35,5    | +43,1  | Lou Jeanmonnot |